# Толмачевский, Василий Иванович
Василий Иванович Толмачевский (Фролов) (1876, село Толмачи, Тверская губерния — 1950?) — российский политический деятель, эсер.

## Биография
Родился в крестьянской семье тверских карел в селе Толмачи Толмачевской волости Бежецкого уезда Тверской губернии. Окончил начальную школу, занимался самообразованием. Окончил бухгалтерские и электротехнические курсы. Участник революционного движения, с 1905 года — член партии социалистов-революционеров. В 1906 году был арестован и выслан в Олонецкую губернию.
6 февраля 1907 года был избран во Государственную думу II созыва от съезда уполномоченных от волостей, после чего был освобождён из ссылки. В Думе примыкал к Трудовой группе и фракции Крестьянского союза, в апреле перешёл в группу социалистов-революционеров.
После роспуска Думы скрылся от ареста, некоторое время жил на нелегальном положении, в 1910 году эмигрировал во Францию. Вернулся в Россию после Февральской революции, был председателем Бежецкой уездной земской управы. Был избран депутатом Учредительного собрания от партии эсеров по Тверскому избирательному округу. В заседании Учредительного собрания 5 января 1918 года участия не принимал, был арестован в Бежецке, но вскоре был освобождён из-под стражи земскими служащими. В 1918—1923 гг. скрывался под чужой фамилией. В 1924 году был арестован органами ОГПУ, заявил о своей принадлежности к партии эсеров. Был заключён на три года «за дискредитацию советской власти» на Соловки, после отбытия наказания выслан в Сибирь. Дальнейшая судьба неизвестна.
В июле 1950 года объявлен в розыск МГБ.